# Seychellia lodoiceae
Espèce
Statut de conservation UICN

 CR B1ab(iii)+2ab(iii) : 
En danger critique
Seychellia lodoiceae est une espèce d'araignées aranéomorphes de la famille des Telemidae.

## Distribution
Cette espèce est endémique des Seychelles.

## Publication originale
- Brignoli, 1980 : Contributions à l'étude de la faune terrestre des îles granitiques de l'archipel des Séchelles (Mission P.L.G. Benoit - J.J. Van Mol 1972). Araneae Telemidae et Ochyroceratidae. Revue de Zoologie Africaine, vol. 94, p. 380-386.